# Сяньсянь
Сянься́нь (кит. упр. 献县, пиньинь Xìàn xiàn) — уезд городского округа Цанчжоу провинции Хэбэй (КНР). Уезд назван по имени древнего князя, чья могила находится в этих местах.

## История
При империи Западная Хань был образован уезд Лэчэн (乐城县). При империи Суй он был переименован в Лэшоу (乐寿县). При чжурчжэньской империи Цзинь в 1129 году уезд был поднят в статусе до области и переименован — так появилась область Шоучжоу (寿州), которая в 1151 году была переименована в Сяньчжоу (献州). При империи Мин в 1375 году область была понижена в статусе до уезда — так появился уезд Сяньсянь.
В 1949 году был образован Специальный район Цансянь (沧县专区), и уезд вошёл в его состав. В июне 1958 года Тяньцзинь был понижен в статусе, став городом провинциального подчинения, и Специальный район Цансянь был присоединён к Специальному району Тяньцзинь (天津专区), при этом к уезду Сяньсянь были присоединены уезды Жаоян и Уцян. В начале 1959 года Специальный район Тяньцзинь был расформирован, а вся его территория вошла в состав города Тяньцзинь.
В июне 1961 года был восстановлен Специальный район Цанчжоу (沧州专区) — бывший Специальный район Цансянь, и восстановленный в прежних границах уезд Сяньсянь вошёл в его состав. В декабре 1967 года Специальный район Цанчжоу был переименован в Округ Цанчжоу (沧州地区). В 1993 году Округ Цанчжоу и город Цанчжоу были расформированы, а на их территориях был образован Городской округ Цанчжоу.

## Административное деление
Уезд Сяньсянь делится на 7 посёлков, 10 волостей и 1 национальную волость.